# 866 Fatme
866 Fatme
866 Fatme là một tiểu hành tinh ở vành đai chính. Nó được Max Wolf phát hiện ngày 25.2.1917 ở Heidelberg và được đặt theo tên Fatme, nhân vật trong vở opera Abu Hassan của Carl Maria von Weber.